# Andrena minapalumboi
Andrena minapalumboi là một loài Hymenoptera trong họ Andrenidae. Loài này được Gribodo mô tả khoa học năm 1894.